# Verglazing (radioactief afval)
Verglazing of vitrificatie van radioactief afval is het in massief glas insluiten van langlevend, hoogradioactief kernafval. Dit afval kan niet zinvol worden hergebruikt, en het verglazen ervan moet het mogelijk maken het op te slaan zonder gevaar voor lekkage en uitspoeling in de bodem (waar het het grondwater zou kunnen besmetten).
De insluiting vindt plaats door het afval (voornamelijk verbindingen van langlevende splijtingsproducten en actiniden) eerst op te zuiveren, er vervolgens oxiden van te vormen, die dan met andere glasvormende stoffen worden gemengd en daaraan chemisch gebonden worden wanneer het geheel tot glas wordt gesmolten en weer stolt. Omdat glas relatief inert is, verwacht men dat in een dergelijke vorm het afval relatief veilig kan worden opgeborgen: de directe straling is nog gevaarlijk en moet afgeschermd worden, maar de radioactieve stoffen zouden niet moeten kunnen vrijkomen in het milieu, ook niet op de lange termijn. Wel moeten de (in roestvrij staal ingepakte) glasblokken enige tientallen jaren onder toezicht worden opgeslagen. De aanwezige radionucliden warmen het materiaal aanvankelijk op tot enkele honderden graden Celsius. De radioactiviteit, en daarmee de warmteproductie, moet voldoende zijn afgenomen om ze permanent te kunnen opslaan.
Een mogelijk nadeel van verglazing is dat het niet goed mogelijk is de oorspronkelijke stoffen weer aan het glas te onttrekken als er een betere methode wordt gevonden (zoals transmutatie) om het radioactieve afval (relatief) onschadelijk te maken. Het is daarnaast niet geheel duidelijk of er omstandigheden zijn waaronder het verglaasde materiaal kan  scheuren of verbrokkelen, waarbij een deel van het radioactieve materiaal weer vrij zou kunnen komen.
Onder meer in Frankrijk (La Hague) en Groot-Brittannië (Sellafield) maar ook in de voormalige Sovjet-Unie zijn verglazingsinstallaties in bedrijf.